# Minyas (mytologie)
Minyas nebo Minyás (starořecky Μινύας, latinsky Minyas) je v řecké mytologii král bojótskeho Orchomenu, praotec kmene Minyů.
O původu Minya není v mýtech shody. Jako jeho otec je nejčastěji uváděn bůh Poseidón, podle jiných antických zdrojů, Chryses, nebo Aiolos a jeho matkou Eurynassa. Minyas založil v Bojótii město Orchomenos a stal se jeho prvním panovníkem. Byl bohatší než všichni před ním a pro své poklady si dal vybudovat podzemní kupolovitou pokladnu.
Mýty uvádějí o něm ještě tolik, že byl otcem syna Orchomena, který se stal jeho následníkem a několika dcer, které pohrdaly bohem Dionýsem. Tři z nich Alkathoé, Arsippé a Leukippé byly Dionýsem za trest přeměněny na netopýry. Tomuto osudu unikla jen Eteoklyména, která se provdala za Aisóna a měla s ním syna Iasona, slavného vůdce výpravy Argonautů.
Pokladnice krále Minya v Orchomenu existuje dodnes. Ve druhém století ji na svých cestách po Bojótii viděl a popsal Pausanias. Výzkum německých archeologů Heinricha Schliemanna a Wilhelma Dörpfelda v devatenáctém století prokázal, že byla hrobkou dávných orchomenských králů. Hrobka leží v Orchomenu u někdejšího Kopajského jezera, rozměry a svou koncepcí se téměř shoduje s mykénskou "pokladnicí krále Atrea", která byla postavena kolem roku 1400 př. Kr. Podle Pausania byl v ní pohřben slavný bojótský rodák, básník Hésiodos.
Pro středně heladské období je charakteristická minyjská keramika, která byla pojmenována po legendárním králi Minyovi.